# Étang de Thau

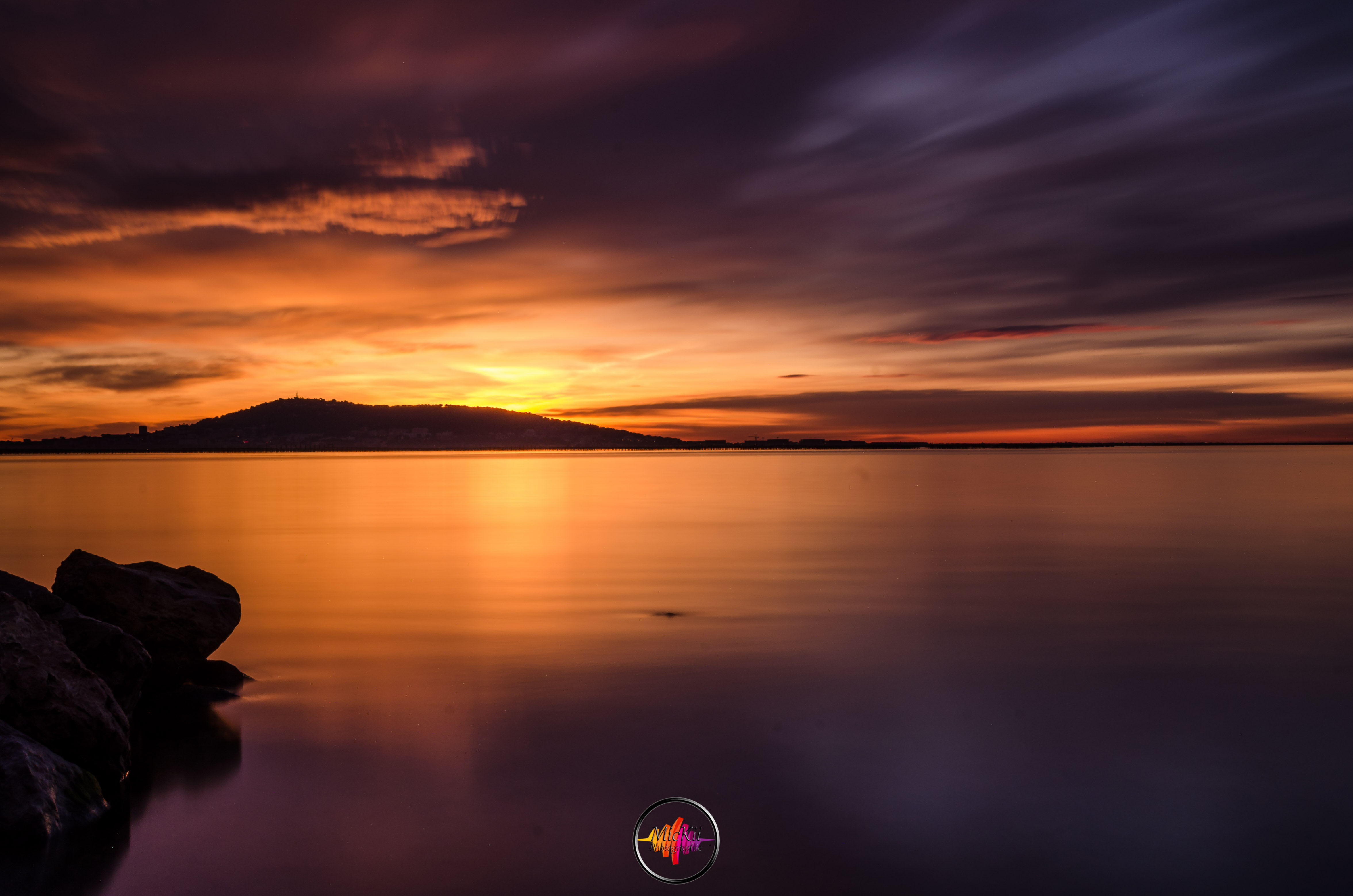
L'étang de Thau depuis Mèze au lever du soleil, avec vue sur Sète.

L'étang de Thau (en occitan : Estanh de Taur), appelé aussi lagune de Thau ou encore bassin de Thau, est une lagune d'eau saumâtre du sud de la France et le plus grand plan d'eau de la région Occitanie. Elle a une superficie d'environ 7 500 hectares et une profondeur moyenne de cinq mètres, le point le plus profond étant la source de la Vise, aussi appelée trou de la Bisse, qui atteint la profondeur de 32 m. L'appellation « étang », utilisée pour désigner la lagune, provient de la traduction littérale du terme occitan estanh. Bénéficiant d'une biodiversité particulière et riche, la lagune est notamment connue pour ses colonies d'hippocampes mouchetés, ainsi que pour sa population de grande nacre,. 
Sa grandeur et ses profondeurs, qui la distinguent des autres lagunes de la région, s'expliquent par la géomorphologie du secteur ; il est le synclinal d'un plissement dont l'anticlinal est la montagne de la Gardiole, au Nord-Est.
La lagune est reliée à la mer Méditerranée par des graus à Marseillan (le Pisse Saumes) et à Sète.

## Géographie

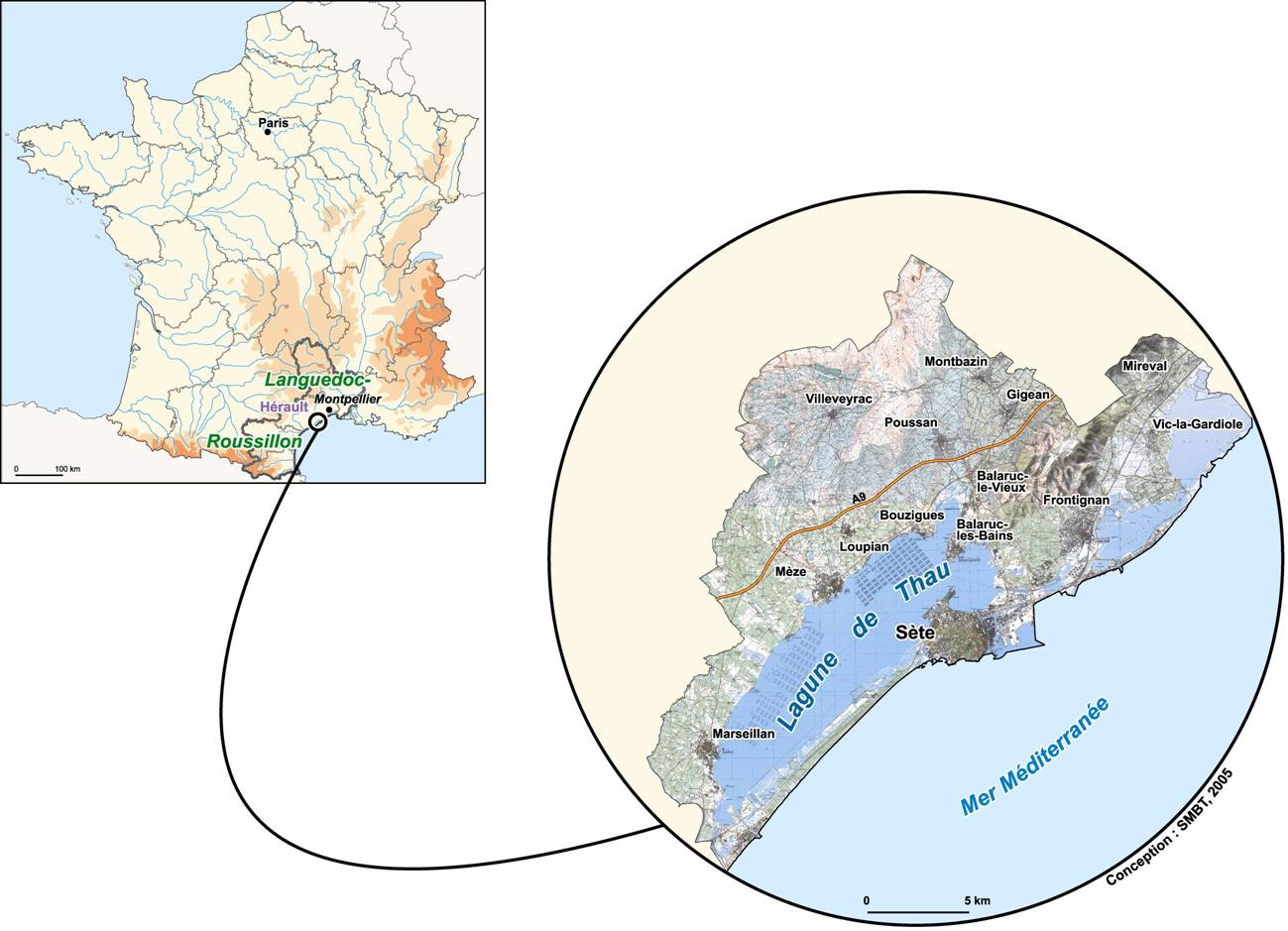
Situation.

L'étang de Thau est une lagune séparée du golfe du Lion par un cordon de sable littoral reliant le volcan d'Agde au mont Saint-Clair à Sète.
Il se prolonge à l'est par les étangs des Eaux-Blanches et l'étang d'Ingril de Frontignan, aujourd'hui partiellement comblé.
À l'ouest, on trouve l'étang et le marais du Bagnas, propriété du Conservatoire du littoral et réserve ornithologique protégée.

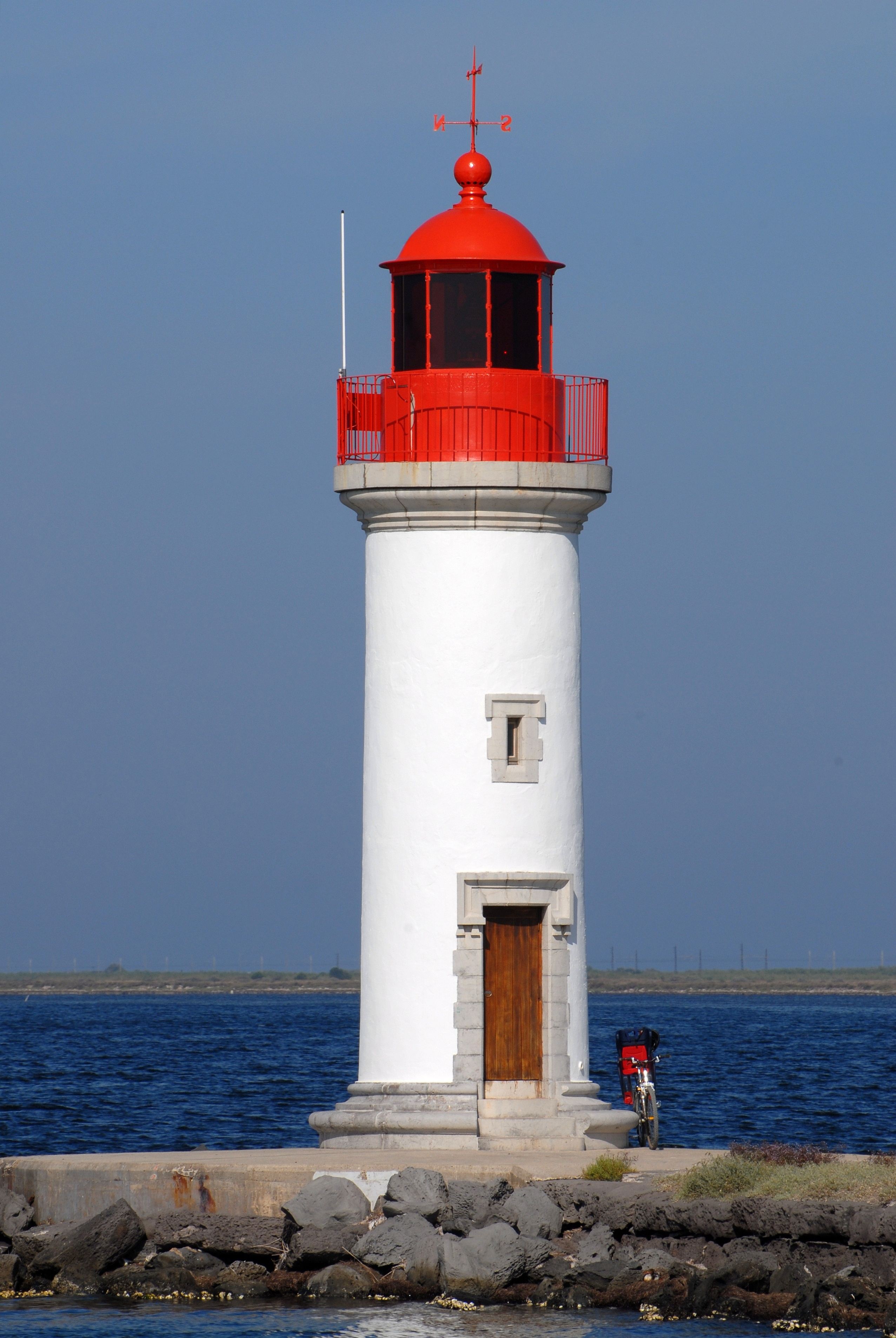
Phare des Onglous au débouché du canal du Midi dans l'étang de Thau.

Au lieu-dit « les Onglous », dans la commune de Marseillan, le canal du Midi débouche dans l'étang de Thau ce qui relie de ce fait la lagune au port de Sète et à la mer Méditerranée.
Le canal du Rhône à Sète la relie au Rhône à partir du quartier de la Peyrade, sur la commune de Frontignan.

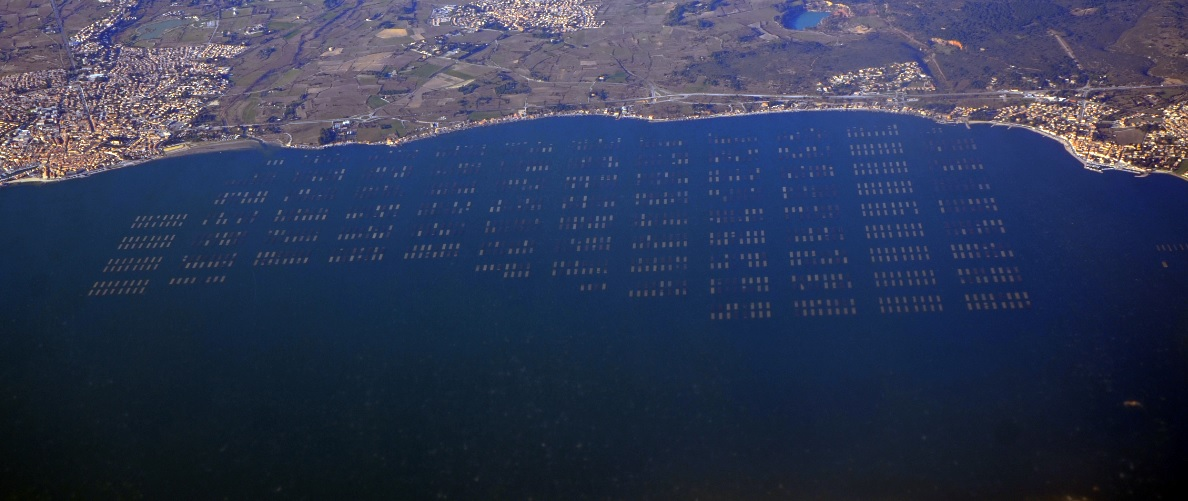
Conchyliculture dans l'étang de Thau.

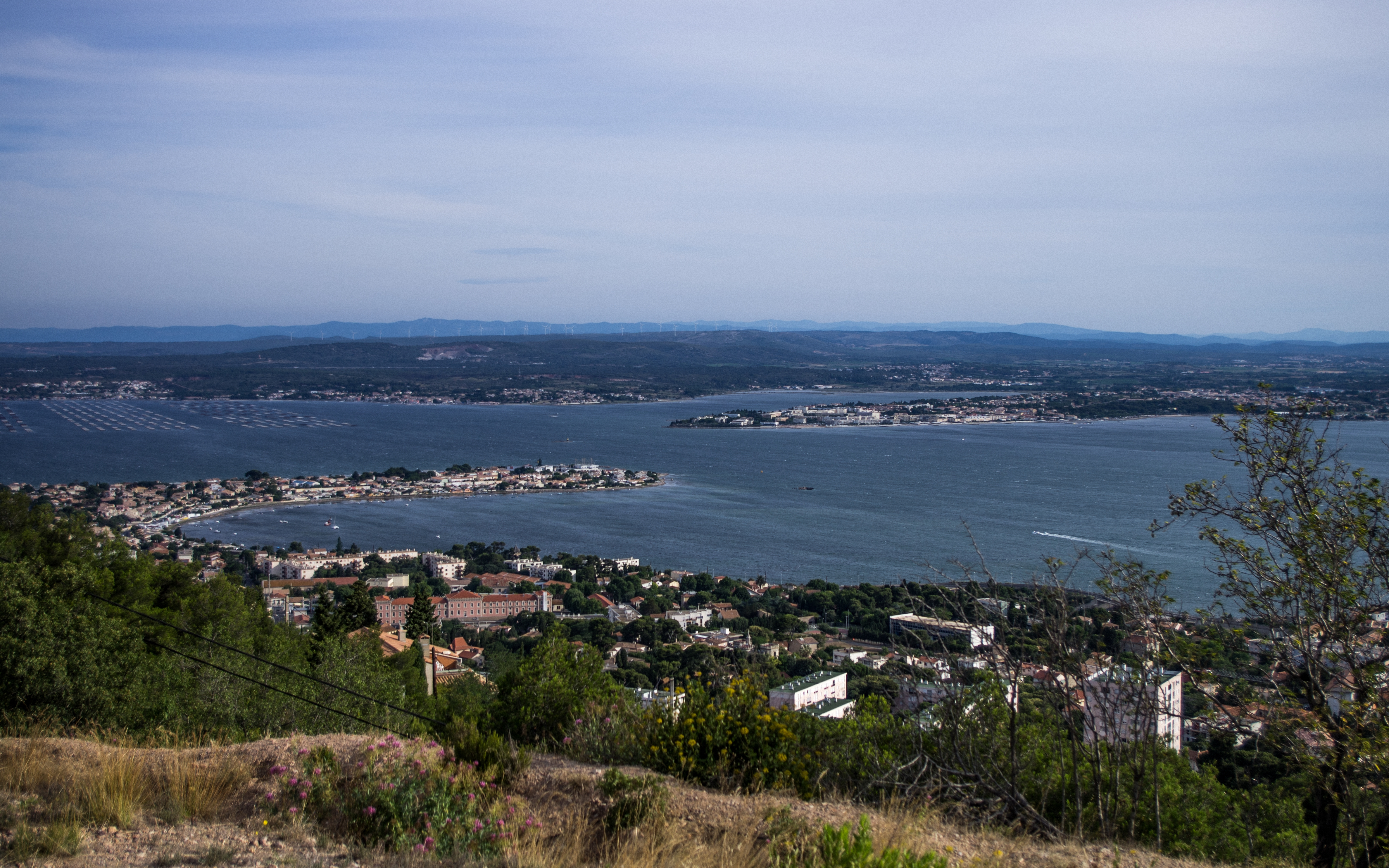
L'étang de Thau depuis le mont Saint-Clair à Sète.

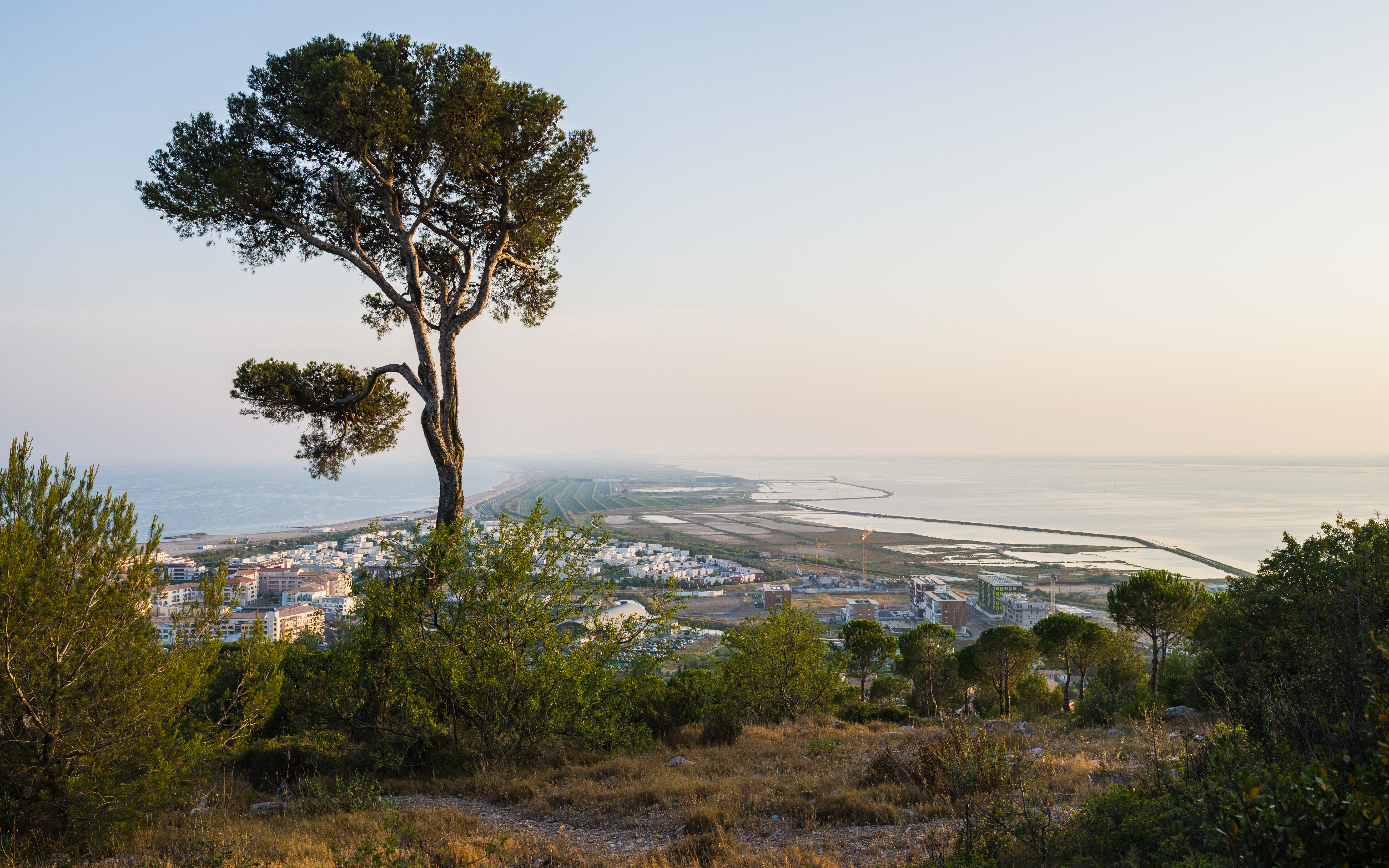
Le cordon littoral entre Sète et Marseillan avec à droite l'étang de Thau.

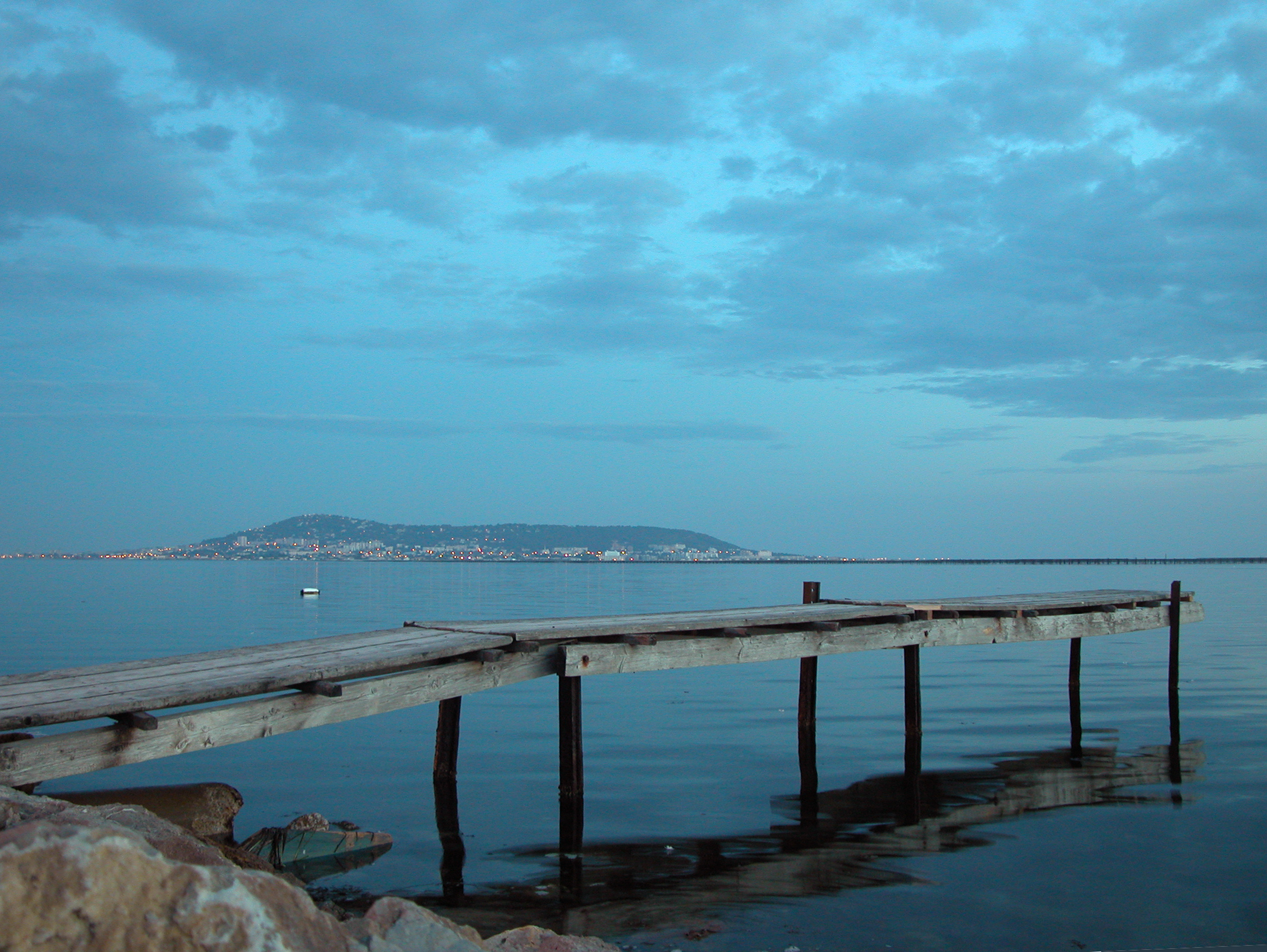
Vue de l'étang de Thau et de la montagne de Sète.

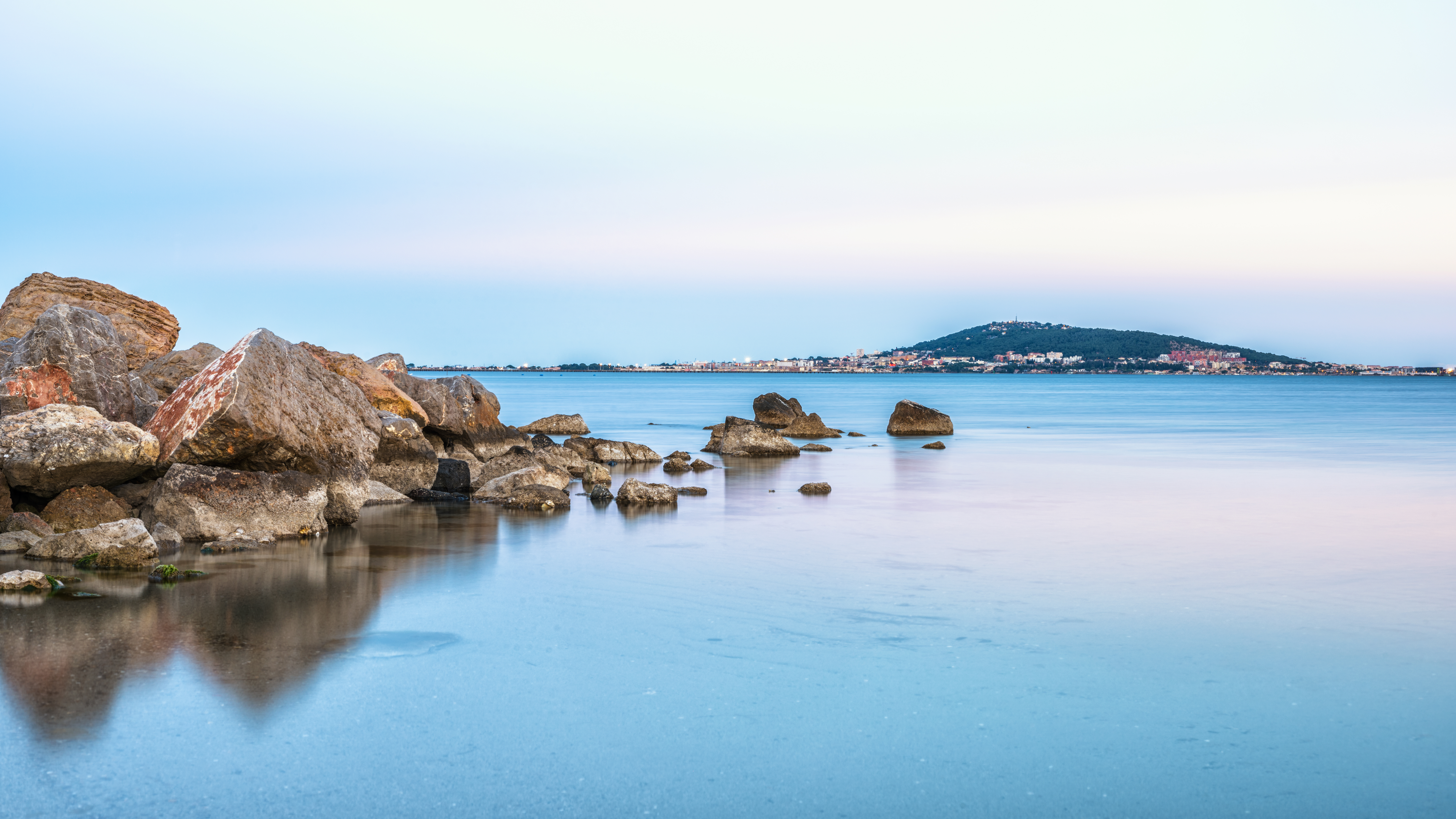
L'étang de Thau depuis une plage de Mèze. Sète est sur la ligne d'horizon. Janvier 2022.

La profondeur moyenne de la lagune est de 4,50 m, mais on trouve des fonds de 10 m et un tiers des fonds est à plus de 5,50 m. La profondeur maximum est de 30 m au lieu de la Vise.
Le volume des eaux de la lagune est de 340 millions de m3.
Elle alimentée par :
- les eaux de pluie : 48 millions de m3/an ;
- les eaux de ruissellement de ruisseaux (Vène, Aygues Vaques, Joncas, Pallas, etc.) : 30 millions de m³/an ; ces eaux peuvent amener de possibles pollutions de natures diverses ;
- le canal du Midi débouche dans la lagune ;
- les eaux de source sous-marine de la Vise au large de Balaruc-les-Bains : 9 millions de m3/an ;
- les eaux de la Méditerranée par l'intermédiaire des graus de Pisse-Saumes et de la Quinzaine à Marseillan-Plage et des canaux de Sète : entre 0,75 et 3,7 millions de m3/jour. La marée de la Méditerranée bien que faible fait ressentir son influence ; d'autre part, le niveau de l'eau baisse par vent du nord, et monte lorsque souffle le vent de la mer.

La température de l'eau varie entre 0 °C et 24 °C.
La salinité évolue au cours de l'année (faible de février à juin, plus forte de juillet à janvier). Les eaux de la lagune sont bien oxygénées.
Administrativement, la lagune est partagée entre les huit communes héraultaises riveraines : Sète, Frontignan,  Balaruc-les-Bains, Balaruc-le-Vieux, Bouzigues, Loupian, Mèze et Marseillan.

### Hydrographie
L'Étang de Thau est alimenté en eau douce par de nombreux cours d'eau, d'ouest en est en voici la liste :
- Le Ruisseau des Fontanilles à Marseillan.
- Le Ruisseau de Soupié à Marseillan.
- Le Ruisseau de Mayroual à Marseillan.
- Le Ruisseau de Nègue-Vaques à Mèze.
- Le Ruisseau du Sesquier à Mèze.
- Le Ruisseau de Pallas entre Mèze et Loupian.
- Le Ruisseau des Vignaux à Loupian.
- Le Ruisseau du Joncas à Bouzigues.
- Le Ruisseau des Anguilles à Bouzigues.
- Le Ruisseau de la Lauze à Poussan.
- La Vène entre Poussan et Balaruc-le-Vieux.
- Le Canal de l'Agau aussi nommé Ruisseau des Incapables à Balaruc-le-Vieux.

La Lagune de Thau est également alimentée en eau douce par des sources :
- La Source sous-marine de la Vise au large de Balaruc-les-Bains.
- Les Sources Thermales de Balaruc-les-Bains.
- La Source de Cauvy à Balaruc-les-Bains.

L'Étang de Thau est aussi alimenté en eau de mer par des graus, d'ouest en est en voici la liste :
- Le Grau de Pisse-Saumes à Marseillan.
- Le Canal des Quilles à Sète.
- Le Canal de la Bordigue à Sète.

## Activités

### Aquaculture
La direction des Affaires maritimes est l'organisme public chargé du fonctionnement et du contrôle des activités économiques sur la lagune.
L'étang de Thau est un lieu d'activités économiques telles que la production d'huîtres et de moules. Environ 600 établissements conchylicoles y sont installés, produisant plus de 12 000 tonnes d'huîtres par an, et employant environ 2 000 personnes. La pollution des eaux pèse sur leur activité entraînant parfois des interdictions de commercialisation des huîtres et moules comme ce fut le cas pour la première fois du 13 décembre 1989 au 18 janvier 1990.
- pêche.

### Navigation et zonage

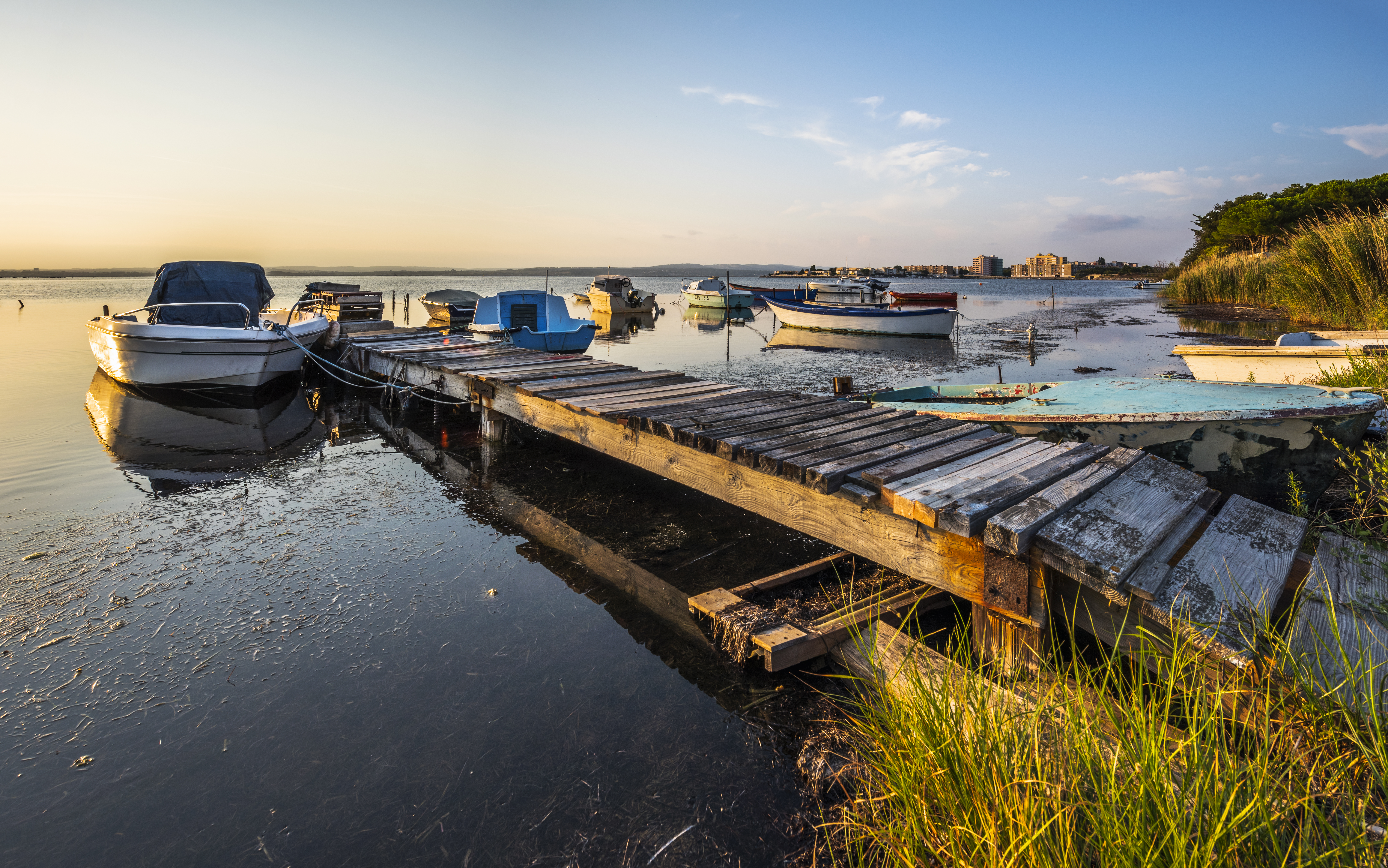
Un appontement sur la lagune. Juillet 2017.

La navigation des bateaux fluviaux est autorisée uniquement sur le tracé du chenal fluvial qui a été mis en place. Exception faite des bateaux transportant des passagers qui sont interdits, sauf à vide. La vitesse réglementaire doit être inférieure à 25 nœuds sur une grande partie de la lagune, et inférieure à 5 nœuds près de la côte.
Seuls les navires d'activités professionnelles, pêche et conchyliculture sont autorisés à mouiller dans la lagune. De même, la circulation est interdite aux embarcations rapides à moteurs ainsi que la pratique d'activités sportives tractées comme du ski nautique, etc. exception faite entre le 1er mai et le 30 septembre pour la pratique du ski nautique avec un seul bateau dans une zone bien définie.
Des lotissements conchylicoles qui ont été mis en place sont réservés aux professionnels et aux exploitants. La baignade et la plongée y sont interdites. Seuls les « navires maritimes professionnels de transport de passagers, détenteurs d’une autorisation délivrée par le directeur départemental des affaires maritimes » sont également autorisés à naviguer dans les lotissements. Les navires de plaisance ont obligation d'emprunter les couloirs transversaux.
En complément de ce zonage, a été également mise en place une zone avec un axe d'écopage pour des hydravions bombardiers d'eau dans la lutte contre les incendies.

### Tourisme et impact environnemental
Le tourisme est fortement représenté autour de l'étang de Thau. Le nombre de nuitées autour du Bassin de Thau est estimé autour de 12 millions.
La présence de certains sites est un moteur pour le tourisme. On peut citer en particulier :
- le Musée de l'étang de Thau à Bouzigues ;
- l'espace Brassens à Sète ;
- le Musée Parc des dinosaures à Mèze ;
- le M.I.A.M. : Musée International des Arts Modestes.

On peut noter la présence de plusieurs types de tourisme tels que :
- le tourisme thermal, qui dans la commune de Balaruc-les-Bains représente 60 000 personnes (curistes et accompagnants de curistes), ce qui en fait la deuxième station thermale de France et la première de Méditerranée ;
- les activités nautiques et de plaisance avec plus de 1 600 bateaux de plaisance en 2005, et plus de 10 clubs de voile et centres nautiques.

Même si l'activité touristique génère un chiffre d'affaires de 275 millions d'euros, elle est aussi responsable de certains impacts sur l'environnement de l'étang de Thau.
On constate en effet des destructions du milieu aquatique qui sont dues à :
- à l'introduction d'espèces invasives qui détruisent les herbiers de Posidonies ;
- aux mouillages des bateaux de plaisance ;
- à la présence de macro-déchets ;
- à la présence en grand nombre de déchets laissés par les touristes (sac plastiques, bouteilles et autres...).

La mise en place de mesures de protection telles que le classement de la lagune en zone Natura 2000 et l'élaboration de documents d'aménagement tels que le SAGE (Schéma d'aménagement et de gestion des eaux) rédigé par le Syndicat mixte du bassin de Thau permet d'espérer une meilleure gestion et une meilleure protection de cet espace.

## Qualité de l'eau
En raison des plus de 1 200 ha de conchyliculture de la lagune (1er centre conchylicole pour la méditerranée), cette eau fait l'objet d'un suivi par Ifremer.
Le milieu est fermé et riche en nutriments et sédiments riche en matière organique, source de CO2 et de méthane, ce qui rend la lagune vulnérable à des crises régulières de dystrophisation pouvant conduire à une anoxie mortelle pour une part importante des coquillages élevés dans la lagune, en été principalement. Localement ces crises sont dénommées Malaïgues,,,,.
Selon Ifremer, la température de l'eau de la lagune a monté de 2 °C en 25 ans seulement (de 1975 à l'an 2000), alors que la température de l'air augmentait et que les précipitations diminuaient. Ce réchauffement accentue l'évaporation qui a également conduit à une augmentation de la salinité de l'eau.

## Biodiversité
La lagune abrite également de nombreuses espèces animales.
Oiseaux :

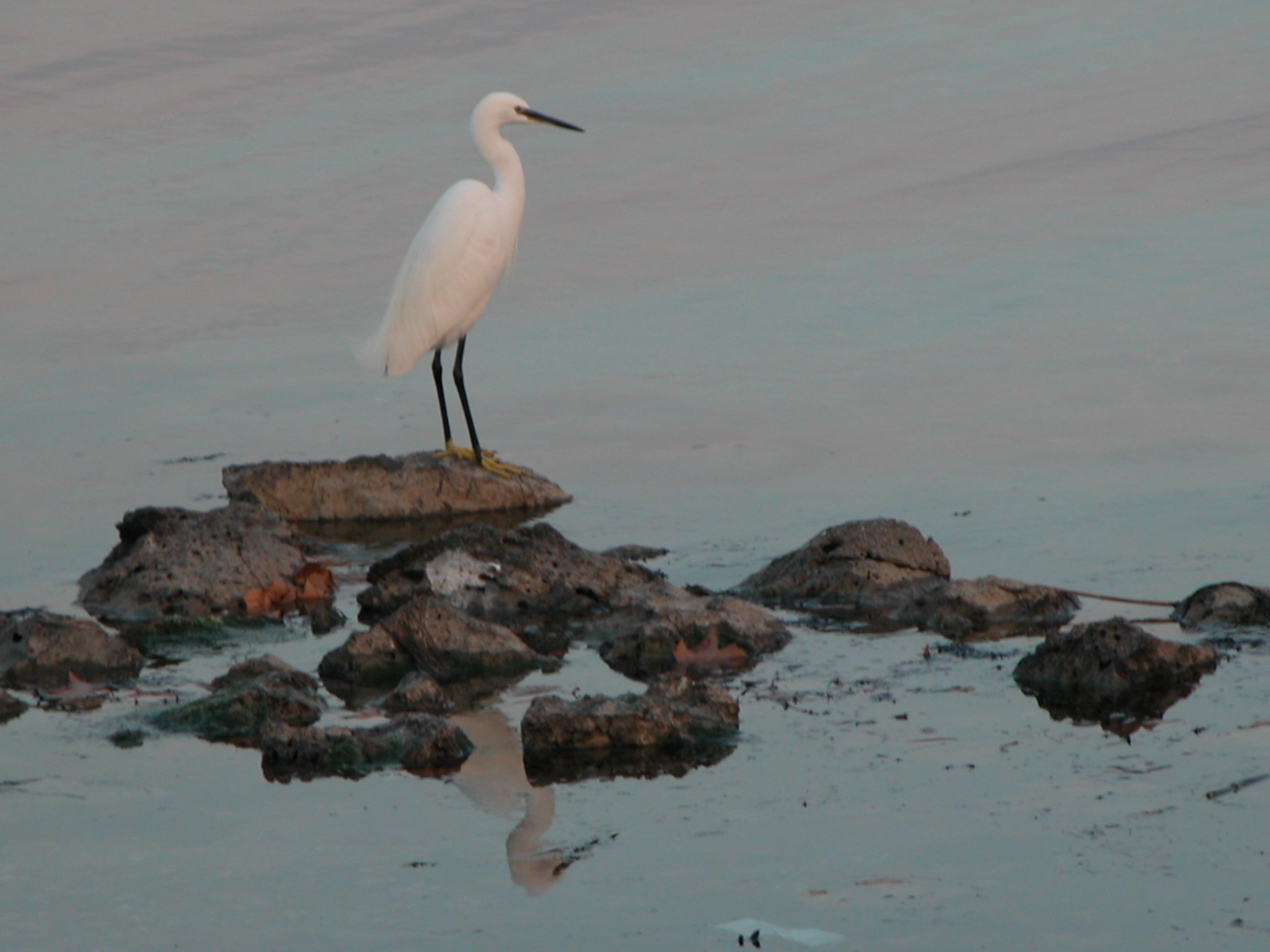
Aigrette au bord de l'étang de Thau.

- Aigrette garzette (Egretta garzetta), résidente.
- Avocette élégante (Recurvirostra avosetta), résidente.
- Échasse blanche (Himantopus himantopus), résidente.
- Flamant rose (Phoenicopterus roseus), hivernage.
- Goéland d'Audouin (Larus audouinii), hivernage.
- Grèbe à cou noir (Podiceps nigricollis), hivernage.
- Héron garde-bœufs (Bubulcus ibis), reproduction.
- Mouette mélanocéphale (Larus melanocephalus), hivernage.
- Mouette rieuse (Chroicocephalus ridibundus), reproduction.
- Pipit rousseline (Anthus campestris), résidente.
- Sterne caugek (Sterna sandvicensis), reproduction.
- Sterne naine (Sterna albifrons), reproduction.
- Sterne pierregarin (Sterna hirundo), reproduction.

Une riche faune marine (méduses, poissons, Hippocampe à long nez, algues…).
L'étang de Thau est un milieu fragile qu'il faut protéger de la pression du monde moderne (urbanisation croissante, pollutions d'origine diverses).

## Ports
- Ports de plaisance :

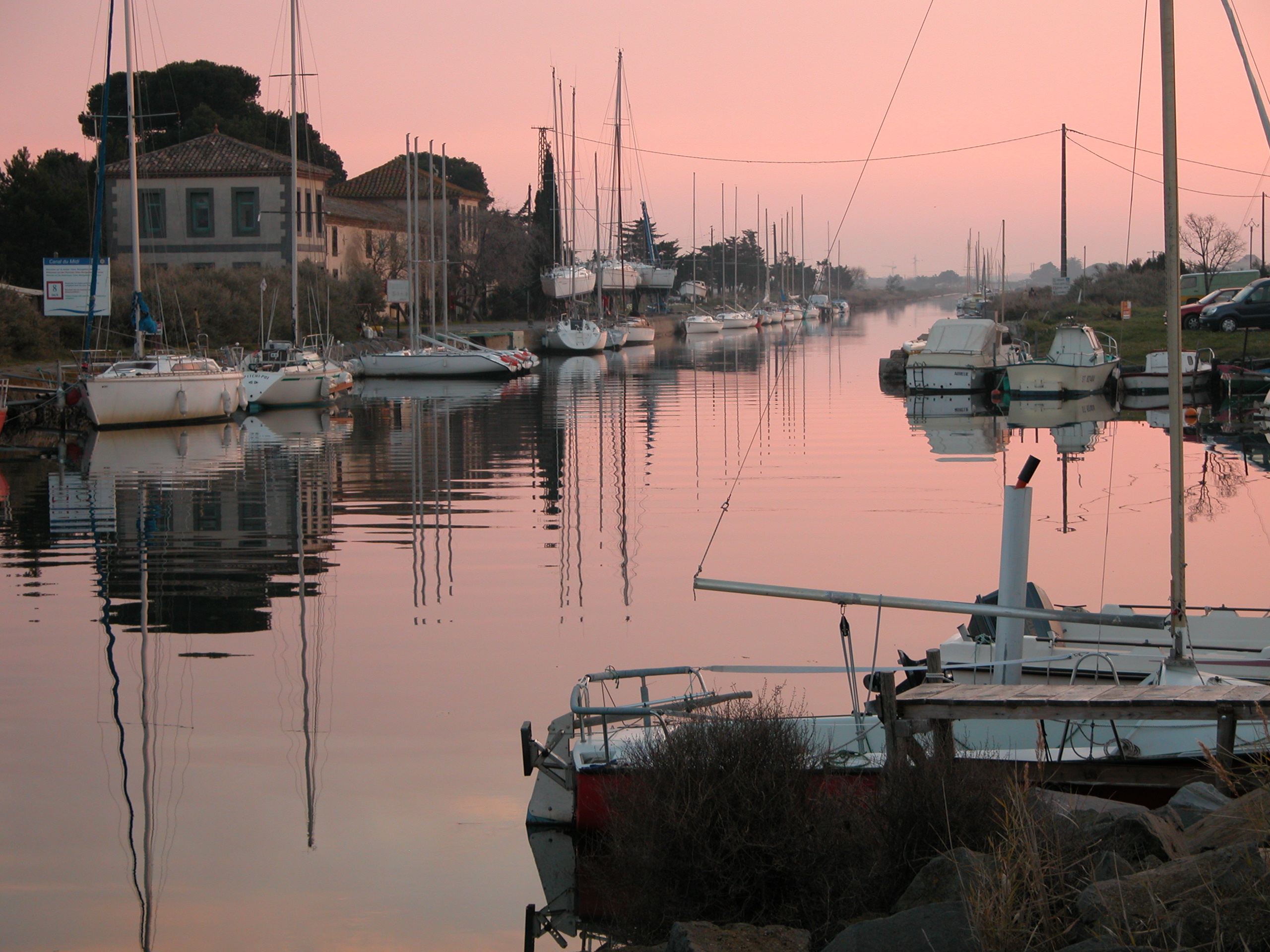
Le canal du Midi rejoint l'étang de Thau à Marseillan.

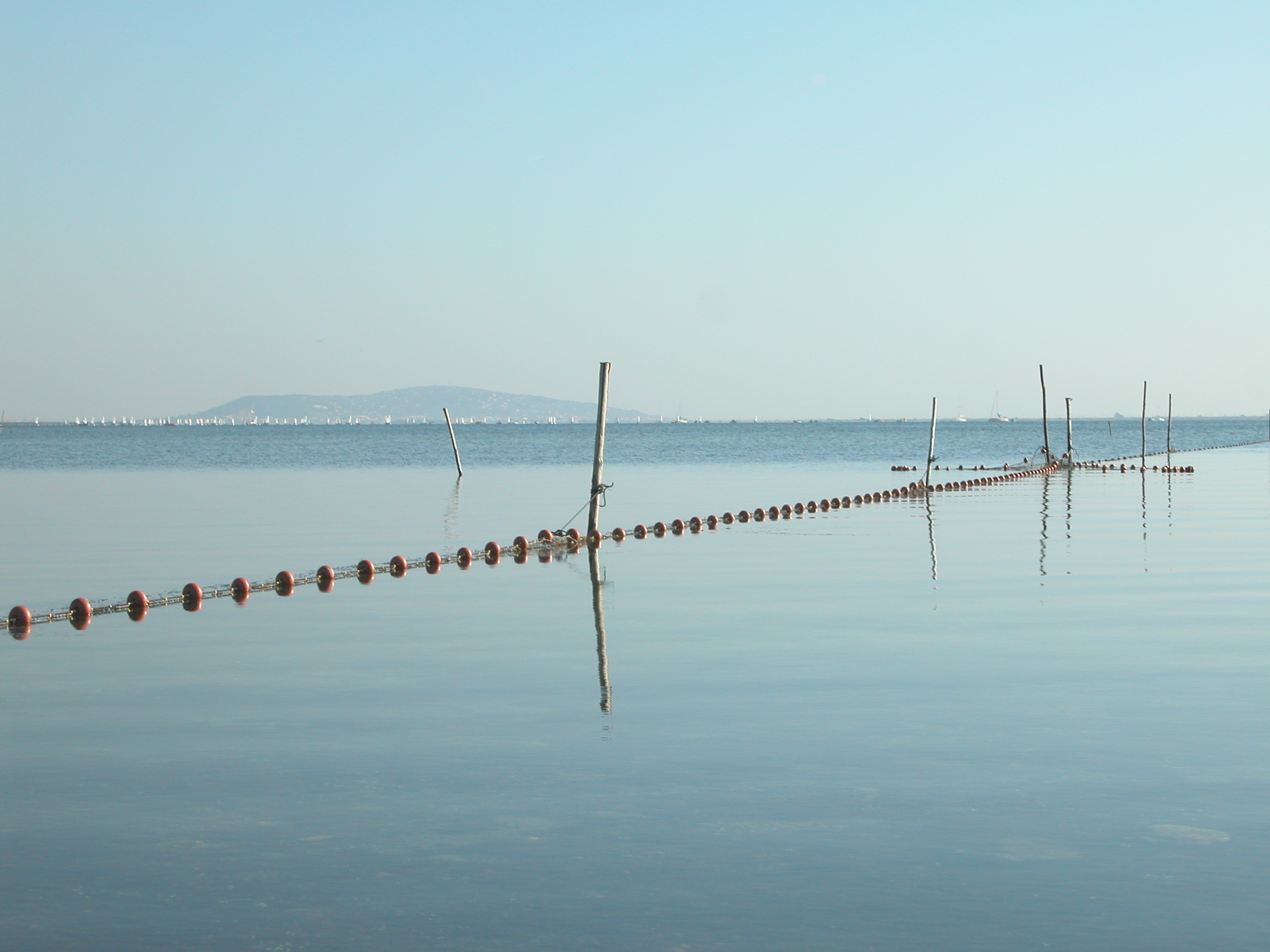
L'étang de Thau et la montagne de Sète (et une course de voiliers sur la lagune).

  - Sète : le Barrou, la Corniche, le Port à sec des Eaux Blanches
  - Balaruc-les-Bains
  - Bouzigues
  - Mèze
  - Marseillan
  - La Peyrade (Frontignan)
- Ports de pêche et de conchyliculture à :
  - Sète : le Barrou, la Pointe Courte
  - Bouzigues
  - Mèze : le Mourre blanc (plus grand port conchylicole de Méditerranée[17])
  - Marseillan
  - Loupian

## Syndicat mixte du bassin de Thau
Situé dans le département de l'Hérault, le Syndicat Mixte du Bassin de Thau a été créé en 2005 pour coordonner les politiques sur le territoire de Thau. La mission de cette structure de gestion agissant à l'échelle globale du bassin est de protéger l'étang de Thau. Il regroupe deux intercommunalités et quatorze communes.

### Présentation
Le syndicat mixte regroupe sensiblement les mêmes acteurs que ceux présents géographiquement sur le bassin versant de l'étang de Thau, à deux exceptions près :
- les communes de Pinet, Pomerols, Cournonsec et Montagnac, situées au moins partiellement sur le bassin versant, mais non membres du syndicat :
- les communes de Vic-la-Gardiole et de Mireval, membres du syndicat, bien que situées hors du bassin hydrographique[20].

Les communes membres du syndicat sont les suivantes :
| Communes          | Maire               | Population municipale légale 2019 en vigueur au 1er janvier 2020 |
| ----------------- | ------------------- | ---------------------------------------------------------------- |
| Sète              | François Commeinhes | 43 858                                                           |
| Frontignan        | Michel Arrouy       | 23 028                                                           |
| Mèze              | Thierry Baëza       | 12 307                                                           |
| Marseillan        | Yves Michel         | 7 734                                                            |
| Balaruc-les-Bains | Gérard Canovas      | 6 991                                                            |
| Gigean            | Marcel Stoecklin    | 6 507                                                            |
| Poussan           | Florence Sanchez    | 5 993                                                            |
| Villeveyrac       | Christophe Morgo    | 3 859                                                            |
| Vic-la-Gardiole   | Magali Ferrier      | 3 373                                                            |
| Mireval           | Christophe Durand   | 3 310                                                            |
| Montbazin         | Josian Ribes        | 2 934                                                            |
| Balaruc-le-Vieux  | Norbert Chaplin     | 2 648                                                            |
| Loupian           | Alain Vidal         | 2 191                                                            |
| Bouzigues         | Cédric Raja         | 1 643                                                            |

Le SMBT est présidé par François Commeinhes, maire de Sète.

### Missions
Le territoire de Thau représente un patrimoine environnemental fragile, où coexistent des activités industrielles, touristiques, de pêche et d'agriculture. En vue d'assurer une démarche globale dans la gestion du territoire et de répondre aux enjeux démographiques, fonciers, économiques et environnementaux auxquels il est confronté, le syndicat mixte a été créé en prolongement d'un plan opérationnel d’un contrat s'inscrivant dans un schéma de mise en valeur de la mer adopté en France en 1995.
Ses missions principales visent à protéger la lagune de Thau et assurer un avenir responsable au territoire. En pratique, son rôle consiste à organiser l'aménagement du territoire en veillant aux impacts sur l'environnement et l'eau en particulier.
Il se revendique comme un véritable outil d'ingénierie territoriale : diagnostic, élaboration, suivi, évaluation d'outils de planification.
Il pilote ou assure la gestion de différents outils administratifs :
- schéma de cohérence territorial du bassin de Thau (SCOT) et son volet maritime ;
- schéma d'aménagement et de gestion des eaux (SAGE) ;
- Natura 2000 de Thau ;
- contrat de gestion intégrée du territoire de Thau.

Il assure par ailleurs la gestion des déchets conchylicoles et développe une plateforme de gestion environnementale destinée à assurer la prévention, l'alerte et le suivi des pollutions pouvant affecter les coquillages produits dans la lagune de Thau. Ce programme, intitulé Contrat Qualité de la lagune de Thau, est un  programme d'action multi partenarial qui concerne l'ensemble du bassin versant de Thau.

### Démarche
La participation de la population, et la mise en place de nombreux partenariats est l'une des caractéristiques de fonctionnement revendiquée tant par le syndicat que par ses partenaires.
Toutefois, après 8 ans de fonctionnement devant aboutir à l'adoption du SCOT, ce dernier fait l'objet de controverses en 2013, en raison d'un projet de création d'un Hinterland, destiné à servir de base logistique arrière au port de Sète. Des réserves et contestations émanent aussi bien  des membres du syndicat mixte, d'institutionnels, que d'une partie la population.

### Natura 2000

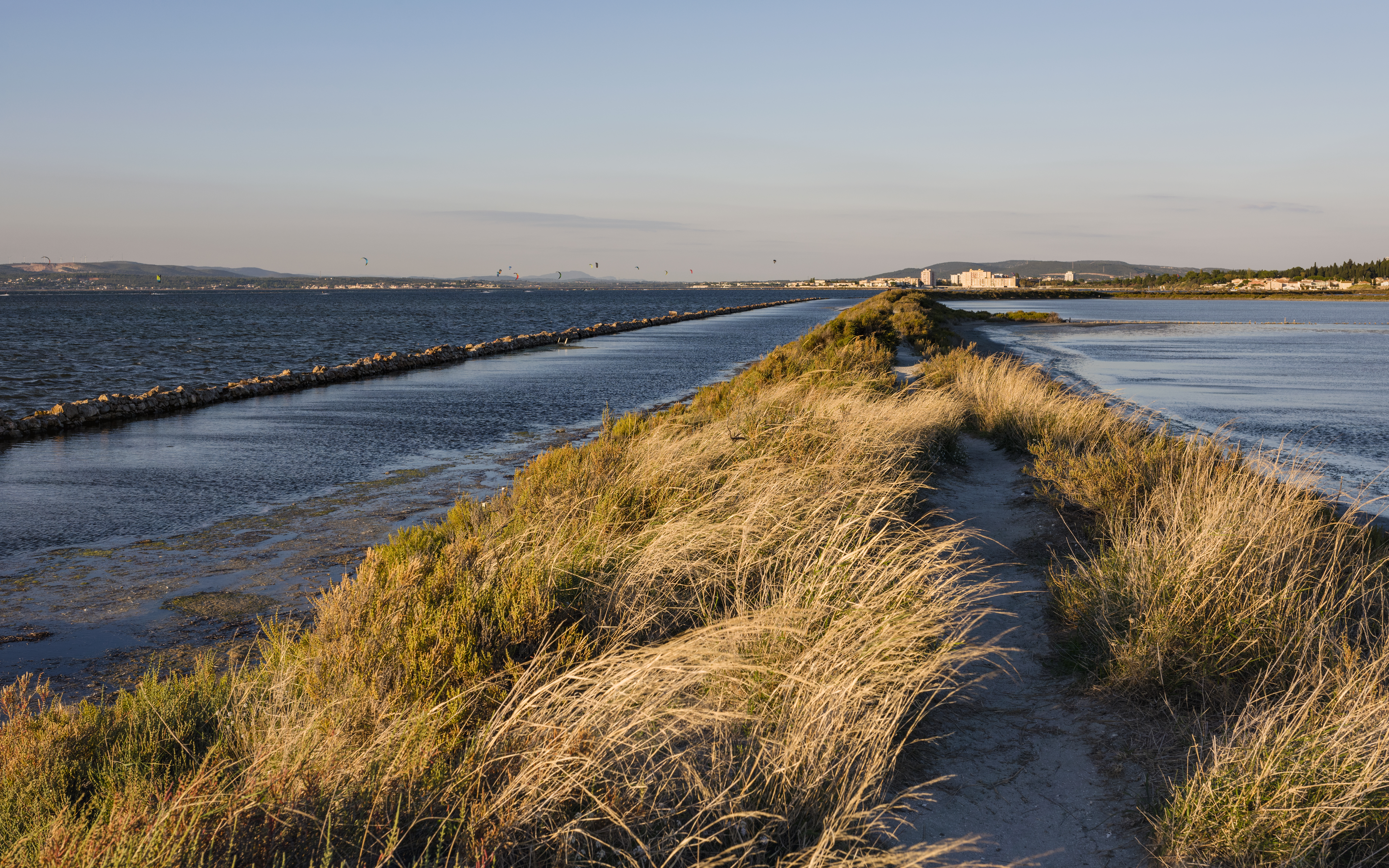
Le lido de Thau.

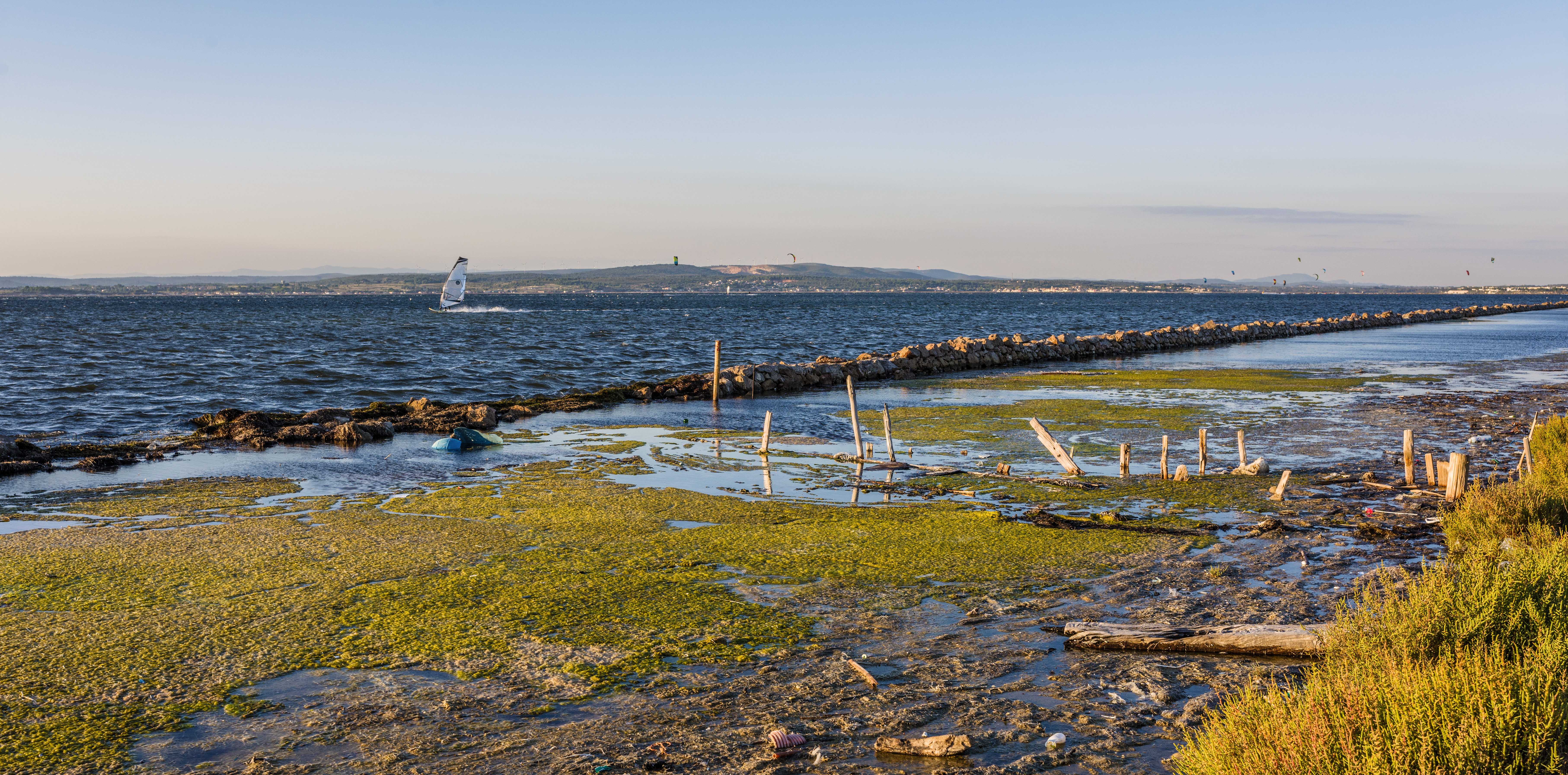
Autre vue du lido de Thau.

Le syndicat mixte est depuis 2009 la « structure porteuse » gérant les deux principaux sites Natura 2000, les  « herbiers de l’étang de Thau » et 8 « étang de Thau et Lido de Sète à Agde », sous la coordination d'un comité de pilotage présidé par le maire de Marseillan. Le périmètre est plus restreint que celui du SCOT, et concerne les communes concernées de Balaruc les Bains, Balaruc le Vieux, Bouzigues, Loupian, 
Mèze, Marseillan, Sète, Frontignan et Poussan.

### Articles connexes

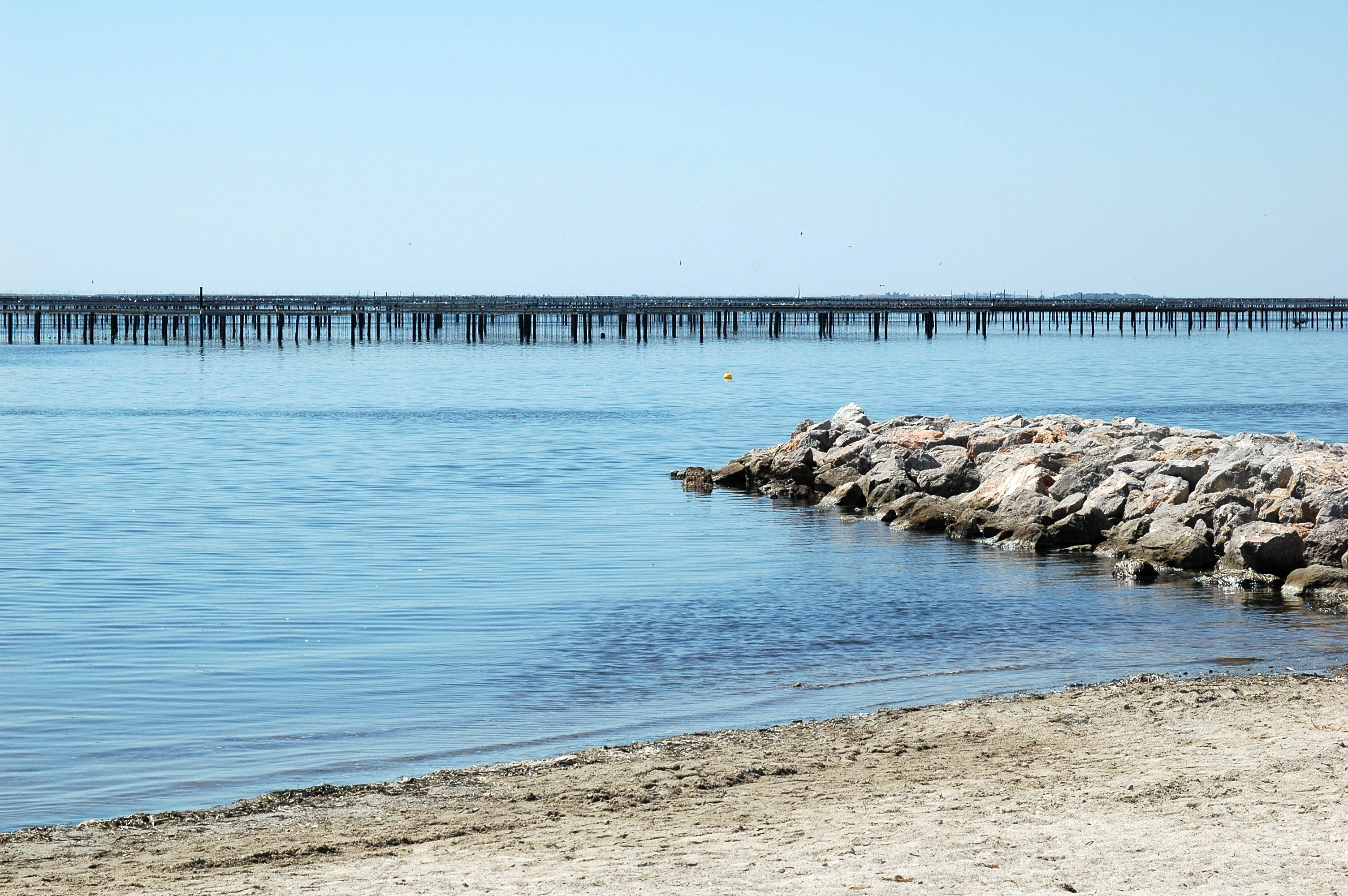
Parc à moules de Bouzigues.